# Catecisme d'un revolucionari

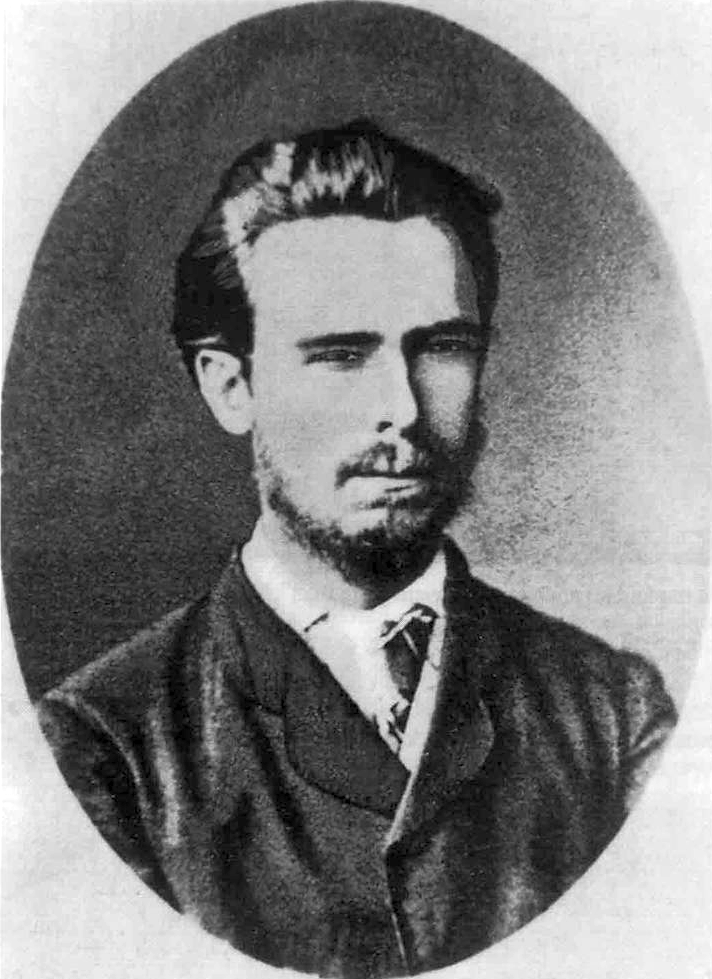
El revolucionari anarquista i nihilista Serguei Netxàiev (1847–1882).

El Catecisme d'un revolucionari rus: Катехизис революционера es refereix a un manifest escrit pel revolucionari rus Serguei Netxàiev entre abril i agost de 1869.

## El manifest
El manifest és un manual autoritari per a la formació de societats secretes.
Es va debatre quant hi va tenir a veure Bakunin en la seva redacció o si és obra de Netxàiev totsol. El treball demana l'entrega total a una vida revolucionària. La seva publicació en el Government Herald el juliol de 1871 com el manifest de la societat secreta Narodnaia Rasprava va ser un dels esdeveniments més dramàtics de la vida revolucionària de Netxàiev, a través de les seves paraules i de les accions va inspirar la demostració de la importància de Netxàiev per al moviment nihilista. El Catecisme es divideix en dues seccions. Reglament General de l'Organització i Regles de Conducta dels revolucionaris, 22 i 26 paràgrafs de llarg, respectivament, dels quals es van publicar versions abreujades en els periòdics anarquistes Freiheit i The Alarm.
El document més radical de la seva època, el Catecisme perfila un programa revolucionari jacobí d'organització i disciplina, un programa que va esdevenir la columna vertebral del moviment radical a Rússia. El revolucionari és retratat en el Catecisme com un àngel venjador amoral, un recurs prescindible, que es pot gastar, al servei de la revolució, compromès amb qualsevol crim o traïció necessària per dur a terme la caiguda de l'ordre imperant.
| «                                               | Un revolucionari és un home condemnat. No té interessos privats, ni quefers, ni sentiments, ni llaços, ni béns, ni tan sols un nom propi. Tot el seu ésser és devorat per un propòsit, un pensament, una passió: la revolució. Cor i ànima, i no només amb paraules sinó amb fets, ha trencat tot vincle amb l'ordre social i amb tot el món civilitzat, les lleis, els bons costums, les convencions i la moral d'aquest món. Ell és el seu enemic implacable i segueix habitant-lo amb un sol propòsit: destruir-lo. Un revolucionari "ha d'infiltrar-se en totes les formacions socials, incloent la policia. Ha d'explotar els rics i influents, subordinant-los a ell mateix. Ha d'agreujar els sofriments de la gent comuna, per tal d'esgotar-ne la paciència i incitar-los a rebel·lar-se. I, finalment, ha d'aliar-se amb la paraula salvatge de la violència criminal, [aquest és] l'únic i veritable revolucionari a Rússia ". | » |
| — Serguei Netxàiev, citat per: Èdvard Radzinski | |   |

## Crítica
Els crítics de l'anarquisme citen el Catecisme com el document més notori en el que ells consideren la tradició anarquista, amb l'argument que reflecteix la naturalesa innata violenta i nihilista d'aquesta filosofia. L'acadèmic Michael Allen Gillespie ha aclamat el Catecisme com «una remarcable expressió per excel·lència de la doctrina de la llibertat i la negació "que va sorgir en la idea de Fichte de l'"Absolut" i que s'havia ocultat al hegelianisme d'esquerra. El prominent Pantera Negra del segle XX Eldridge Cleaver va adoptar el Catecisme com a “bíblia revolucionaria”, incorporant-la a la seva vida diària en la mesura que ell va emprar, en les seves paraules, "tàctiques de crueltat en el tracte amb tots aquells amb qui vaig tenir contacte". Les idees i sentiments en aquesta obra havien estat en part emeses prèviament per Zaichnevsky i Nikolai Ixutin a Rússia, i per Carbonari i Jove Itàlia a Occident.
La revista "Cahiers du monde russe et soviétique" va publicar una carta de Bakunin a Netxàiev, en què Bakunin particularment escrigué:
| « | Et recordes com t'enfadares amb mi, quan jo et vaig dir abrek i vaig dir del teu Catecisme el Catecisme d'abreks. | » |